# Moulay Hassan
Prins Moulay Al Hassan född 8 maj 2003 i Rabat, är Marockos kronprins. Han är äldsta son till Mohammed VI av Marocko.